# Wahl des Rats der Deutschsprachigen Gemeinschaft 1999
- SP: 4
- Ecolo: 3
- PFF: 6
- PJU-PDB: 3
- CSP: 9

Die Wahl des Rats der Deutschsprachigen Gemeinschaft 1999 fand am 13. Juni 1999 statt. Gewählt wurden die Mitglieder der Legislative der Deutschsprachigen Gemeinschaft Belgiens für die Legislaturperiode 1999–2004. Zur Wahl stellten sich die Christlich Soziale Partei (CSP), die Sozialistische Partei (SP), die Partei für Freiheit und Fortschritt (PFF), die Partei der deutschsprachigen Belgier mit den Parteilosen Jugendlichen Unabhängigen (PJU/PDB), Ecolo und Vivant.
Insgesamt waren bei der Wahl 45.173 Personen stimmberechtigt, von denen 36.862 gültige Stimmen abgaben. Diese verteilten sich wie folgt auf die einzelnen Parteien:
| Partei  | Anzahl Stimmen | Anteil in % | Anzahl Sitze |
| ------- | -------------- | ----------- | ------------ |
| CSP     | 12.822         | 34,78       | 9            |
| SP      | 5519           | 14,97       | 4            |
| PFF     | 7860           | 21,32       | 6            |
| PJU/PDB | 4739           | 12,85       | 3            |
| Ecolo   | 4694           | 12,73       | 3            |
| Vivant  | 1228           | 3,3         | 0            |

Die Partei Vivant trat erstmals zu einer Wahl des Rats der Deutschsprachigen Gemeinschaft an und scheiterte knapp am Einzug ins Parlament, für den sie ca. 50 weitere Stimmen benötigt hätte.
Schließlich fanden sich SP, PFF und Ecolo zu einer Dreiparteien-Koalition zusammen, die folgende Minister in die Regierung der Deutschsprachigen Gemeinschaft entsandte:
- Karl-Heinz Lambertz (SP): Ministerpräsident, Minister für Arbeit, Medien und Sport
- Bernd Gentges (PFF): Minister für Unterricht, Weiterbildung, Kultur und Tourismus
- Hans Niessen (Ecolo): Minister für Jugend, Familie, Denkmalschutz, Gesundheit und Soziales